# اچ‌ام‌اس تونبریج (۱۹۱۸)
اچ‌ام‌اس تونبریج (۱۹۱۸) (به انگلیسی: HMS Tonbridge (1918)) یک کشتی بود که طول آن ۲۳۱ فوت (۷۰ متر) بود. این کشتی در سال ۱۹۱۸ ساخته شد.